# Scopura longa
Scopura longa is een steenvlieg uit de familie Scopuridae. De wetenschappelijke naam van de soort is voor het eerst geldig gepubliceerd in 1929 door Uéno.